# John Cregan (Leichtathlet)
John Francis Cregan (* 29. Januar 1878 in Schenectady; New York; † 26. Dezember 1965 in Philadelphia, Pennsylvania) war ein US-amerikanischer Leichtathlet und Medaillengewinner bei Olympischen Spielen.
Cregan war einige Jahre Student an der Princeton University und kurze Zeit Mitglied des New York Athletic Club. Während dieser Zeit zählte er zu den besten Mittelstreckenläufern in den USA. Für seinen Verein nahm er 1897 und 1898 an den US-amerikanischen Meisterschaften der Leichtathletik teil und gewann jeweils den Lauf über 1 Meile. Als Student beteiligte er sich von 1898 bis 1900 an den Wettkämpfen der IC4A (Intercollegiale Association of Amateur Athlets of America), was den nationalen Studentenmeisterschaften entsprach. Den Lauf über 880 Yards gewann er 1898, den über 1 Meile konnte er die drei Jahre in Folge für sich entscheiden.
Der Höhepunkt seiner Karriere waren die Olympischen Sommerspiele 1900 in Paris. Er hatte die Absicht im 800-Meter-Lauf und im 1500-Meter-Lauf zu starten. Am 14. Juli gewann Cregan leicht seinen Vorlauf über 800 m. Der nächste Tag, der 15. Juli, war ein Sonntag. Es sollten die Vorläufe über 1500 m abgehalten werden. Cregan war jedoch ein streng gläubiger Mensch, dessen Religion jeglichen Sport an einem Sonntag verbot. Zusammen mit seinem Landsmann Alex Grant verzichtete er deshalb auf einen Start. Die Organisatoren hatten kein Einsehen mit den Wünschen vieler US-Athleten, die an diesem Tag keinen Wettkampf bestreiten wollten. Sie entschieden kurzerhand, auf die Vorläufe über 1500 m wegen der nunmehr geringeren Teilnehmerzahl zu verzichten, und sofort den Finallauf zu veranstalten. Cregan war damit um eine sichere Medaillenchance gebracht worden.
Nochmals einen Tag später, am 16. Juli, trat Cregan im Finale über 800 m an. Er belegte hinter dem Briten Alfred Tysoe den zweiten Platz und sicherte sich so die Silbermedaille, seine einzige Medaille bei Olympischen Spielen.
John Cregan stand auch auf der Liste der Teilnehmer am Marathonlauf in Paris. Es ist nicht sicher, ob er tatsächlich gestartet ist, oder ob er frühzeitig aufgeben musste. Ins Ziel kam er jedenfalls nicht. 
Die Platzierungen bei Olympischen Spielen für John Francis Cregan:
- II. Olympische Sommerspiele 1900, Paris
  - 800 m - SILBER mit 2:03,0 min (Gold an Alfred Tysoe, GBR mit 2:01,2 min; Bronze an David Hall, USA)
  - 1500 m – gemeldet, aber nicht angetreten
  - Marathon – gemeldet, aber nicht angetreten oder aufgegeben

Anmerkung: Mit Ausnahme der Zeit des Siegers sind die Laufzeiten geschätzt, da es für die Platzierten keine Zeitmessung gab. Bei ihnen wurde der Rückstand auf den Sieger oder Vorplatzierten mit einer Längenangabe geschätzt.
Über das weitere Leben von John Cregan, der ein Alter von fast 88 Jahren erreichte, ist nichts bekannt.